# Ушинські

Герб Любич

Герб Побуг

Уши́нські (пол. Uszyński) — шляхетний рід. Гілки:
- Ушинські гербу Любич (пол. Uszyński herbu Lubicz) — русько-польський рід із Західної Русі, з Підляського воєводства, із сіл Уша-Мала і Уша-Велика. За іншою версією — німецько-чеський рід із села Уша у Нижній Сілезії.
- Ушинські гербу Побуг (пол. Uszyński herbu Pobóg) — так само, з Підляського воєводства.

## Ушинські гербу Любич
- Флоріан з Уши (Ушинський), помер 1624 р., похований у Мщонові Мазовецького воєводства.
- Петро Ушинський — луцький куштош (1628), декан (1648)
- Станислав Ушинський — луцький декан (1625)
- Ян Ушинський — луцький схоластик (1648).
- Ян і Миколай Ушинські — в Равському воєводстві (1628).

## Українська гілка

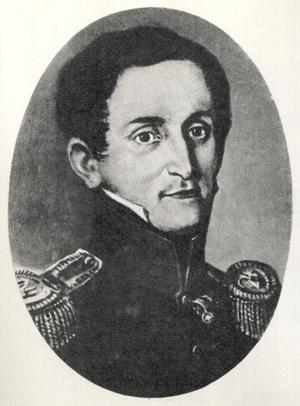
Дмитро Ушинський

Переселилася на Слобожанщину в часи Хмельниччини.
- Осип (Йосип, Йозеф) Ушинський
  - Георгій Йосипович Ушинський — дворянин, священник, намісник Охтирського Покровського собору.
    - Григорій Георгійович Ушинський — священник Охтирського храму.
      - Володимир Григорович Ушинський (*? — ?) — контрадмірал
      - Дмитро Григорович Ушинський (*? — ?) — підполковник московської армії, учасник французько-московської війни 1812 р. дружина — Любов Степанівна Гусак-Капніст (? — 1835).
        - Костянтин Дмитрович Ушинський (*1824—1870) — український педагог, основоположник педагогіки у Московії; дружина — Надія Семенівна Дорошенко (1831—1914).
          - Павло (1852—1870), загинув на полюванні.
          - Віра (1855—1922), відкрила в Києві чоловіче міське училище імені К.Д. Ушинського; чоловік — Пото NN.
            - Наталія Пото

          - Надія (1856—1944), відкрила у селі Богданівка початкову школу, в будинку Ушинських.
          - Констянтин (1859—1919); дружина — Марія Миколаївна Виноградська
            - Маріанна (?—?); чоловік — Володимир Поспеловський.
            - Максим
            - Миколай
            - Дмитро (1893-1941)

          - Володимир (1861—1918)
          - Ольга (1867—1963)

        - Сергій Дмитрович Ушинський (*1829)
        - Катерина Дмитрівна Ушинська (*1831)
        - Софія Дмитрівна Ушинська (* 1843), чоловік — Михайло Суковкін.
          - Михайло Суковкін
          - Марина Суковкіна (1902-1951)
          - Констянтин Суковкін (1905-1990)
          - Олексій Суковкін
          - Олена Суковкіна